# Улица Инструментальщиков (Сестрорецк)
У́лица Инструмента́льщиков — улица в городе Сестрорецке Курортного района Санкт-Петербурга. Проходит от Приморского шоссе до Водосливного канала.
Название присвоено 14 апреля 1975 года для сохранения наименования, ранее существовавшего в этом районе. Та улица Инструментальщиков появилась как топоним в конце 1940-х годов и связана с тем, что здесь жили рабочие Сестрорецкого инструментального завода. Исчезла примерно в 1975 году.

## Застройка
- № 15 — жилой дом (1986[3])
- № 17 — детский сад № 17 (1987[3])
- № 19 — жилой дом (1986[3])
- № 21 — жилой дом (1986[3])
- № 23 — жилой дом (1986[3])
- № 25 — жилой дом (1986[3])

## Перекрёстки
- Приморское шоссе
- Транспортный переулок
- Транспортная улица